# Atletica leggera ai VI Giochi del Mediterraneo
Le gare di atletica leggera ai VI Giochi del Mediterraneo si svolsero nell'ottobre 1971 a Smirne, in Turchia. Vennero disputate 38 gare complessive, di cui 23 maschili e 15 femminili.

## Medagliati

### Uomini
| Specialità             | Oro                                                                     | Prestazione | Argento               | Prestazione | Bronzo                | Prestazione |
| Corse piane            |                                                                         |             |                       |             |                       |             |
| 100 metri              | Vasilis Papageorgopoulos                                                | 10"4        | Mohamed Belkhodja     | 10"7        | Ivica Karasi          | 10"7        |
| 200 metri              | Pietro Mennea                                                           | 20"7        | Ivica Karasi          | 21"2        | Predrag Krizan        | 21"4        |
| 400 metri              | Kyriakos Onissiforou                                                    | 46"9        | Giacomo Puosi         | 47"1        | Luciano Sušanj        | 47"2        |
| 800 metri              | Mansour Guettaya                                                        | 1'47"6      | Joze Medjimurec       | 1'48"1      | Azzedine Azzouzi      | 1'48"2      |
| 1500 metri             | Mansour Guettaya                                                        | 3'46"5      | Franco Arese          | 3'47"6      | Mehmet Tumkan         | 3'48"8      |
| 5000 metri             | Javier Álvarez                                                          | 13'37"2     | Mohamed Gammoudi      | 13'40"8     | Jaddour Haddou        | 13'44"0     |
| 10000 metri            | Javier Álvarez                                                          | 28'52"2     | Mariano Haro          | 28'54"4     | Giuseppe Cindolo      | 28'59"0     |
| Corse a ostacoli       |                                                                         |             |                       |             |                       |             |
| 110 m ostacoli         | Guy Drut                                                                | 13"7        | Sergio Liani          | 14"2        | Efstratios Vassiliou  | 14"2        |
| 400 m ostacoli         | Stavros Tziortzis                                                       | 51"0        | Manuel Soriano        | 51"2        | Francisco Suarez      | 51"4        |
| 3000 m siepi           | Jean-Paul Villain                                                       | 8'30"0      | Spyridon Kondossoros  | 8'35"4      | Umberto Risi          | 8'40"8      |
| Staffette              |                                                                         |             |                       |             |                       |             |
| Staffetta 4x100 m      | Italia Ennio Preatoni Pasqualino Abeti Vincenzo Guerini Pietro Mennea   | 39"7        | Jugoslavia            | 40"5        | Marocco               | 41"1        |
| Staffetta 4x400 m      | Italia Sergio Bello Daniele Giovannardi Lorenzo Cellerino Giacomo Puosi | 3'07"5      | Jugoslavia            | 3'08"1      | Marocco               | 3'08"4      |
| Prove su strada        |                                                                         |             |                       |             |                       |             |
| Maratona               | Gian Battista Bassi                                                     | 2h23'33"    | Huseyin Aktas         | 2h24'14"    | Ismail Akçay          | 2h28'35"    |
| Marcia 20 km           | Pascale Busca                                                           | 1h36'55"    | Victor Campos         | 1h41'11"    | Agustin Jorba         | 1h47'03"    |
| Marcia 50 km           | Abdon Pamich                                                            | 4h21'21"    | Vittorio Visini       | 4h29'19"    | Hasan Oz              | 4h54'06"    |
| Salti                  |                                                                         |             |                       |             |                       |             |
| Salto in alto          | Gian Marco Schivo                                                       | 2,11 m      | Ioannis Koussoulas    | 2,11 m      | Dimitrios Patronis    | 2,08 m      |
| Salto con l'asta       | Christos Papanikolaou                                                   | 5,20 m      | Ignacio Sola          | 4,70 m      | Théodoros Tongas      | 4,50 m      |
| Salto in lungo         | Jacques Pani                                                            | 7,90 m      | Miljenko Rak          | 7,78 m      | Mariano Perez         | 7,40 m      |
| Salto triplo           | Milan Spasojević                                                        | 16,18 m     | Apostolos Kathiniotis | 15,84 m     | Jésus Bartholomé      | 15,68 m     |
| Lanci                  |                                                                         |             |                       |             |                       |             |
| Getto del peso         | Yusuf Nagui Assad                                                       | 20,19 m     | Lahcen Samsam Akka    | 18,85 m     | Yves Brouzet          | 18,69 m     |
| Lancio del disco       | Silvano Simeon                                                          | 57,64 m     | Yusuf Naguy Assad     | 54,72 m     | Marian Gredelj        | 54,32 m     |
| Lancio del martello    | Georgios Georgiadis                                                     | 68,76 m     | Mario Vecchiato       | 67,64 m     | Srecko Stiglic        | 66,28 m     |
| Lancio del giavellotto | Renzo Cramerotti                                                        | 78,04 m     | Recep Kalender        | 61,34 m     | Ali Aydin             | 59,80 m     |
| Prove multiple         |                                                                         |             |                       |             |                       |             |
| Decathlon              | Vassilios Sevastis                                                      | 7 222 p.    | Rafael Cano           | 7 072 p.    | Pedro Pablo Fernandez | 6 934 p.    |

### Donne
| Specialità        | Oro                                                                 | Prestazione | Argento              | Prestazione | Bronzo            | Prestazione |
| Corse piane       |                                                                     |             |                      |             |                   |             |
| 100 metri         | Cecilia Molinari                                                    | 11"9        | Nicole Pani          | 12"0        | Michelle Beugnet  | 12"1        |
| 400 metri         | Colette Besson                                                      | 53"0        | Donata Govoni        | 54"4        | Josephina Salgado | 56"0        |
| 800 metri         | Vera Nikolić                                                        | 2'02"2      | Donata Govoni        | 2'04"9      | Colette Besson    | 2'07"2      |
| 1500 metri        | Vera Nikolić                                                        | 4'20"3      | Paola Pigni          | 4'22"6      | Djurdjica Rajher  | 4'23"0      |
| Corse a ostacoli  |                                                                     |             |                      |             |                   |             |
| 100 m ostacoli    | Milena Leskovac                                                     | 14"0        | Ileana Ongar         | 14"1        | Djurdja Focic     | 14"5        |
| Salti             |                                                                     |             |                      |             |                   |             |
| Salto in alto     | Snezana Hrepevnik                                                   | 1,77 m      | Sara Simeoni         | 1,74 m      | Breda Babosek     | 1,74 m      |
| Lanci             |                                                                     |             |                      |             |                   |             |
| Lancio del disco  | Roberta Grottini                                                    | 48,90 m     | Maria Stella Masocco | 47,44 m     | Despina Kafenidou | 46,06 m     |
| Staffette         |                                                                     |             |                      |             |                   |             |
| Staffetta 4x100 m | Italia Maddalena Grassano Laura Nappi Ileana Ongar Cecilia Molinari | 45"6        | Francia              | 45"6        | Jugoslavia        | 48"4        |

## Medagliere
| Posizione | Paese      | Oro | Argento | Bronzo | Totale |
| --------- | ---------- | --- | ------- | ------ | ------ |
| 1         | Italia     | 12  | 11      | 2      | 25     |
| 2         | Grecia     | 6   | 3       | 4      | 13     |
| 3         | Jugoslavia | 5   | 5       | 9      | 19     |
| 4         | Francia    | 4   | 2       | 3      | 9      |
| 5         | Spagna     | 2   | 5       | 6      | 13     |
| 6         | Tunisia    | 2   | 2       | 0      | 4      |
| 7         | Egitto     | 1   | 1       | 0      | 2      |
| 8         | Turchia    | 0   | 2       | 4      | 6      |
| 9         | Marocco    | 0   | 1       | 3      | 4      |
| 10        | Algeria    | 0   | 0       | 1      | 1      |
| Totale    | Totale     | 32  | 32      | 32     | 96     |